# Беллвуд (Вірджинія)
Беллвуд (англ. Bellwood) — переписна місцевість (CDP) в США, в окрузі Честерфілд штату Вірджинія. Населення — 7678 осіб (2020).

## Географія
Беллвуд розташований за координатами 37°24′22″ пн. ш. 77°26′11″ зх. д. / 37.40611° пн. ш. 77.43639° зх. д. (37.406041, -77.436335).  За даними Бюро перепису населення США в 2010 році переписна місцевість мала площу 15,01 км², уся площа — суходіл.

## Демографія
Згідно з переписом 2010 року, у переписній місцевості мешкали 6352 особи в 2476 домогосподарствах у складі 1555 родин. Густота населення становила 423 особи/км².  Було 2705 помешкань (180/км²).
Расовий склад населення:
| - 57,3 % — білих - 26,2 % — чорних або афроамериканців - 2,4 % — азіатів - 0,9 % — корінних американців - 0,3 % — вихідців з тихоокеанських островів - 9,6 % — осіб інших рас |

До двох чи більше рас належало 3,4 %. Частка іспаномовних становила 18,6 % від усіх жителів.
За віковим діапазоном населення розподілялося таким чином: 26,7 % — особи молодші 18 років, 61,9 % — особи у віці 18—64 років, 11,4 % — особи у віці 65 років та старші. Медіана віку мешканця становила 34,2 року. На 100 осіб жіночої статі у переписній місцевості припадало 92,8 чоловіків;  на 100 жінок у віці від 18 років та старших — 89,4 чоловіків також старших 18 років.
Середній дохід на одне домашнє господарство  становив 43 014 долари США (медіана — 38 138), а середній дохід на одну сім'ю — 43 646 доларів (медіана — 42 000). Медіана доходів становила 33 859 доларів для чоловіків та 27 870 доларів для жінок. За межею бідності перебувало 18,9 % осіб, у тому числі 23,5 % дітей у віці до 18 років та 6,4 % осіб у віці 65 років та старших.
Цивільне працевлаштоване населення становило 2535 осіб. Основні галузі зайнятості: роздрібна торгівля — 18,2 %, будівництво — 16,9 %, освіта, охорона здоров'я та соціальна допомога — 14,4 %.